# Zirka Berdyczów
Zirka Berdyczów (ukr. Футбольний клуб «Зірка» Бердичів, Futbolnyj Kłub "Zirka" Berdycziw) – ukraiński klub piłkarski z siedzibą w Berdyczowie.

## Historia
Chronologia nazw:
- 198?—199?: Zirka Berdyczów (ukr. «Зірка» Бердичів)

Drużyna piłkarska Zirka Berdyczów została założona w latach 80. XX wieku i reprezentowała wojskowych, służących w Berdyczowie. Występowała w amatorskich rozgrywkach mistrzostw obwodu żytomierskiego. W 1986 doszła do finału Pucharu Ukraińskiej SRR. W 1988 ponownie wystąpiła w finale. Kiedy nastąpił rozpad ZSRR, drużyna również została rozwiązana.

## Sukcesy
- finalista Pucharu Ukraińskiej SRR:

1986, 1988
- wicemistrz obwodu żytomierskiego:

1985, 1988
- brązowy medalista mistrzostw obwodu żytomierskiego:

1984, 1987
- zdobywca Pucharu obwodu żytomierskiego:

1986, 1988